# Loganiaceae
Loganiacea, da ordem Gentianales, é uma família que pode ser encontrada em vários locais do mundo, sendo mais frequente em regiões tropicais e subtropicais. Variam de ervas efêmeras a arvoretas ou lianas, não muito na forma aquática. Possui vários representantes com alcaloides indólicos, sendo um deles é a estriquinina, bastante conhecida pelo seu potencial letal.

## Etimologia
O nome Loganiaceae tem origem do gênero Logania.

## Distribuição
Loganiaceae é encontrada no mundo todo, principalmente em regiões tropicais e subtropicais.
No Brasil distribui-se na Amazônia, Caatinga, Cerrado e Mata Atlântica. Seu tipo de vegetação é encontrado em Florestas Ombrófilas (Florestas Pluviais).

## Características Morfológicas

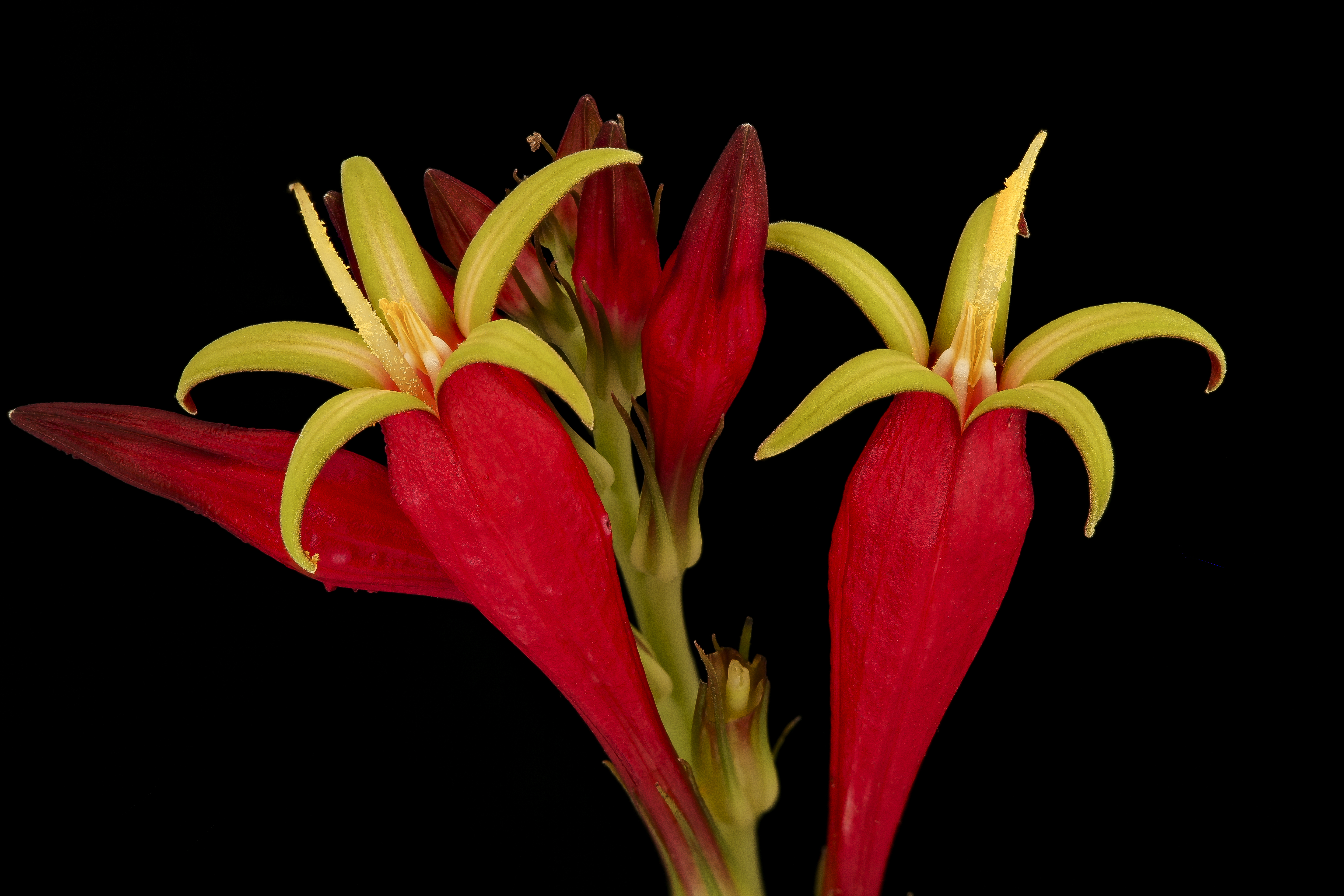
Rosa-da-índia (Spigelia marilandica), planta do gênero Spigelia da família Loganiacea.

Seu hábito varia de ervas efêmeras a arvoretas ou lianas, sendo raramente aquáticas.
Possuem gavinhas de origem foliar eventualmente presentes. Estípulas representadas por ócrea ou linha interpeciolar. Folhas opostas, acródromas. Inflorescências cimeiras, frequentemente helicoidais ou corimbosas. 
Suas flores são bissexuadas, hipóginas, raramente períginas. Estames isodínamos; anteras rimosas, Estames 5-10, insertos ou exsertos; filetes soldados no 1/4 basal da corola; Gineceu sincárpico, ovário súpero, bilocular, pluriovulado; placentação axilar. Possuem prefloração valvar ou imbricada, andróginas, diclamídeas, 4-5-meras. Cálice campanulado ou tubuloso, 4-5-lobado. Corola campanulada, hipocrateriforme, infundibuliforme ou rotácea, 4-5 laciniada. 
Fruto cápsula seca, deiscência apical ou basal, ou baga; sementes eventualmente aladas, discóides, orbiculares, angulosas ou comprimidas, com testa verrucosa, ccrustácea ou reticulada.

## Caracteres Evolutivos
As Loganiaceae se dividem em dois clados, um com os gêneros Strychnos e Spigelia L. e outro com Geniostoma J.R. Forst. & G. Forst., Labordia Gaudich., Logania R. Br., Mitreola L. e Mitrasacme Labill. O primeiro clado é caracterizado por apresentar corola valvar e floema incluso e o segundo por anéis de tricomas no tubo da corola e gineceu parcialmente apocárpico (Judd et al. 2002).

## Importância Econômica
Essa família fabrica muitos alcalóides indólicos, e como a maioria dos alcalóides é tóxica e também tem atividades farmacológicas importantes, logo despertaram o interesse econômico da sociedade. Um desses alcalóides é a estriquinina, muito conhecida pela população e famosa por seu elevado índice letal. Outras espécies como a Strychnos toxifera são utilizadas em misturas feitas pelos indígenas para passar em suas flechas para envenenar a presa. Ou ainda utilizam esta mistura para matar uma quantidade de peixes e poder coletá-los sem precisar pescá-los.

## Reprodução
Geralmente com flores bissexuais, reprodução sexuada, por polinização que na maioria das vezes é feita por beija-flores e mariposas.

## História
A partir do momento em que foi descrita por Martius (1827), a família Loganiaceae vem sofrendo alterações ao longo do tempo. Segundo Leeuwenberg & Leenhouts (1980) seriam inclusos nessa família 29 gêneros e 600 espécies, enquanto que Cronquist (1988) considerou Loganiaceae como um grupo parafilético que possui 4 famílias, Loganiaceae sensu stricto, Strychnaceae, Gelsemiaceae e Geniostomaceae. Já Takhtajan (1997) dividiu em 12 familias onde manteve apenas o gênero Logania sendo parte do grupo. 
	Já Backlund et al. (2000) diz que Loganiacea é dividida em dois grandes ramos e o monofiletismo do grupo é apoiado para 13 gêneros. 
	O estudo no Brasil sobre este assunto foi realizado por Progel (1868), descrevendo a existência de 7 gêneros e 75 famílias. Porém Krukoff & Barneby (1969a) diz que 62 espécies das 71 registradas foram só América e segundo Ducke (1955) foram registradas 43 espécies somente na Amazônia. 
	Ainda há muita discussão a respeito da filogenia desta família, vários estudos a classificam de maneira diferentes. De acordo com o site, Lista de Espécies da Flora do Brasil, existem ao todo 5 gêneros para esta família no Brasil. E no mundo são ao todo de 13 gêneros atualmente.

## Potencial Ornamental
A espécie mais conhecida no Brasil é a Strychnos brasiliensis, também conhecida como "Anzol-de-lontra" ou "Esporão-de-galo".

## Gêneros
Do Brasil: 
Antonia Pohl, Bonyunia M.R.Schomb. ex Progel, Mitreola Boehm., Spigelia L., Strychnos L.
Do mundo:
Antonia

Bonyunia

Gardneria

Geniostoma

Labordia

Logania

Mitrasacme

Mitreola

Neuburgia

Norrisia

Spigelia

Strychnos

Usteria

## Referência Bibliográfica
Backlund, M.; Oxelman, B. & Bremer, B. 2000. Phylogenetic relationships within the Gentianales based on ndhf andrbcl sequences, with particular reference to the Loganiaceae. American Journal of Botany 87(7): 10291043.
Cronquist, A. 1988. The Evolution and classification of flowering plants. 2ª ed. USA, The New York Botanical Garden.
Ducke, A. 1955. O gênero Strychnos L. no Brasil. Boletim Técnico do Instituto Agronômico do Norte, Pará 30: 564.
Freewebs.com/rapinibot/embriofitas/parte9.pdf
Judd, W. S.; Campbell, C. S.; Kellogg, E. A.; Stevens P. F. & Donoghue M. J. 2002. Plant systematics. A phylogenetic approach. 2 ed. Sinauer Associates, Sunderland. 575p.
Krukoff, B.A. & Barneby, R.C. 1969a. Supplementary notes on the American species of Strychnos. VIII. Memoirs of New York Botanical Garden 20(1): 1-93.
Leeuwenberg, A.J.M. & Leenhouts, P.W. 1980. Taxonomy. In: A.J.M. Leeuwenberg (ed.). Die natuerlichen Pflanzenfamilien 28b(1): 8-96.
Martius, C.F.P. 1827. Nova genera et species plantarum quas in itinere per Brasiliam, v.2. Münchem, Wolf.
Nurit, K.; Agra, M. F; Basílio, I. J. L. D. & Baracho, G. S.; Flora da Paraíba, Brasil: Loganiaceae, Acta bot. bras. 19(2): 407-416. 2005.
Progel, A. 1868. Loganiaceae. In: C.F. Martius (ed.). Flora Brasiliensis 6(1): 251-300. 
Thakhtajan, A. 1997. Diversity and classification of flowering plants. New York, Columbia University Press.